# Carex multicostata
Carex multicostata Mack. es una especie de planta herbácea de la familia de las ciperáceas.

## Hábitat y distribución
Es nativa de la región occidental de Estados Unidos desde California a Montana, donde crece principalmente en zonas áridas en las cordilleras. 

## Descripción
Esta juncia produce un denso macizo de tallos de hasta un metro de altura máxima. La inflorescencia es más o menos triangular de color de oro y de café, un denso grupo con superposición de los picos. Las flores femeninas  tienen una cubierta de brácteas  de color rojizo con bordes blancos.

## Taxonomía
Carex multicostata fue descrita por  Carlos Linneo y publicado en Bulletin of the Torrey Botanical Club 43(12): 604–605. 1916[1917].
Etimología
Ver: Carex
multicostata; epíteto latino  que significa "acanalado".
Sinonimia
- Carex pachycarpa Mack. (1916 publ. 1917).[3]